# Jonathan Löffelbein

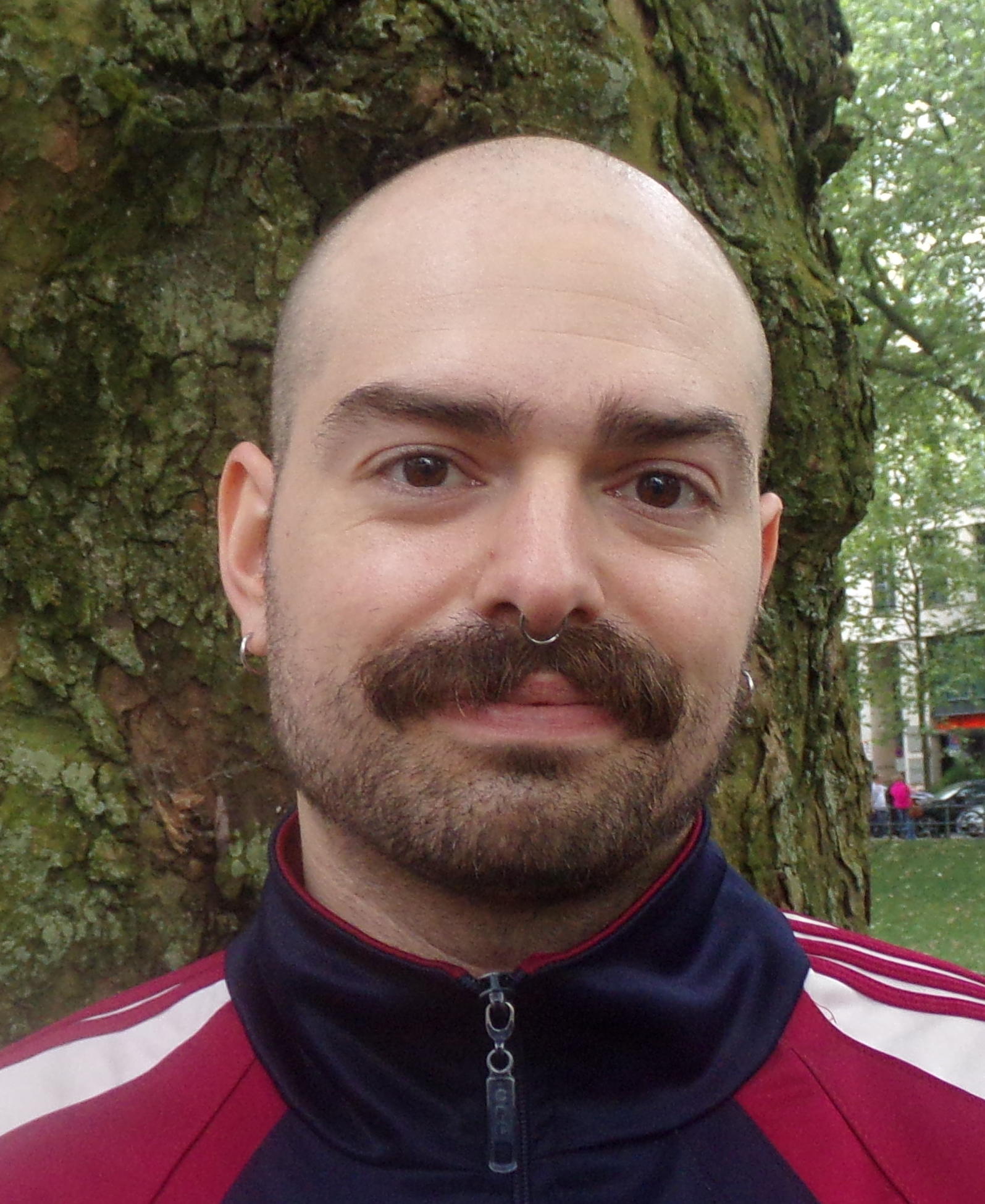
Jonathan Löffelbein (2024)

Jonathan Löffelbein (* 1991 in Freiburg) ist ein deutscher Autor, Blogger, Stand-Up Comedian, Musiker und Slam-Poet.

## Leben
Löffelbein studierte an der Universität Freiburg deutsche Sprach- und Literaturwissenschaften und Psychologie und schloss sein Studium mit dem Bachelor of Arts ab. 
Gemeinsam mit Lukas Diestel gründete er 2017 den Blog Worst of Chefkoch, für den sie besonders lustige, eklige oder außergewöhnliche Rezepte des Portals Chefkoch.de sammeln und mit kurzen literarischen Texten präsentieren. Mit einem dazugehörigen abendfüllenden Programm sind sie im deutschsprachigen Raum unterwegs. 2021 strahlte Tele 5 einige Folgen der auf Worst of Chefkoch basierenden Show "YUMMY! Die etwas andere Kochshow" aus, die von Diestel und Löffelbein moderiert wurde. Dort kochten sie gemeinsam mit prominenten Gästen wie Reiner Calmund und Natascha Ochsenknecht. Seit 2023 spielen Diestel und Löffelbein in verschiedenen Städten die Show "Häppchen & Sekt". 
Darüber hinaus tritt Löffelbein seit 2012 mit seinen Texten auch bei Poetry Slams auf, 2017 erreichte er das Finale der baden-württembergischen Landesmeisterschaften. Er ist Mitherausgeber des Lyrikmagazins Lytter.
In Freiburg bildete er mit Thilo Dierkes die Lesebühne Das große Ereignis, eine Zeit lang sind sie gemeinsam als Rap/Liedermacher-Duo Halbwegs Dope aufgetreten. In Konstanz moderierte er gemeinsam mit Marvin Suckut diverse PowerPoint-Karaoke-Events. 
Löffelbein wohnt und arbeitet in Hannover.

## Auszeichnungen
- 2015: 2. Preis fürs Drama „Der letzte Satz“ beim zwischen/wege-Literaturfestival
- 2017: Foodblogger des Jahres für Worst of Chefkoch[9]
- 2024: Stipendium des Künstlerhauses Edenkoben

## Veröffentlichungen
- Besucher: eine unzuverlässige Erzählung. kladdebuchverlag, 2015, ISBN 978-3-945431-10-8.
- Der Bock singt: Eine Komödie. Arovell, 2018, ISBN 978-3-903189-16-4.
- Jonathan Löffelbein, Saman Shamami & Reno B. (Hrsg.): Das samtene Chalet. Brimborium Verlag, 2022, ISBN 978-3-949615-08-5.

### Mit Lukas Diestel
- Lukas Diestel, Jonathan Löffelbein: Worst of Chefkoch: Die Rezeptsammlung des Grauens. Goldmann, 2018, ISBN 978-3-442-15979-6.
- Lukas Diestel, Jonathan Löffelbein: Worst of Chefkoch: Die Rezeptsammlung des Grauens (Audio-CD). Der Hörverlag, 2019, ISBN 978-3-8445-3373-6.

### Musik
- Eine ganze Luft (EP, 2020)
- Aus der Jacke (EP, 2022)